# クレイグ・マリンズ
クレイグ・マリンズ（英: Craig Mullins、1964年 - ）は、アメリカ合衆国のコンセプトアーティスト。コンセプトアートの他、ブックカバーやゲームのイラストレーション、映画のマットペイントなども手掛ける。